# Parammobatodes nuristanus
Parammobatodes nuristanus är en biart som först beskrevs av Warncke 1983.  Parammobatodes nuristanus ingår i släktet Parammobatodes och familjen långtungebin. Inga underarter finns listade i Catalogue of Life.